# Dragsdorf
Dragsdorf gehört zur Ortschaft Wittgendorf der Gemeinde Schnaudertal im Burgenlandkreis in Sachsen-Anhalt.

## Geografische Lage
Das kleine Dorf liegt am Oberlauf der Lindenberger Schnauder, südöstlich der ehemaligen Kreisstadt Zeitz und ist über Verbindungsstraßen von der Bundesstraße 180 oder der Bundesstraße 2 aus zu erreichen.
| Großpörthen  | Wildenborn                                  | Lindenberg |
|              | Kompassrose, die auf Nachbargemeinden zeigt |            |
| Kleinpörthen | Wittgendorf                                 |            |

## Geschichte

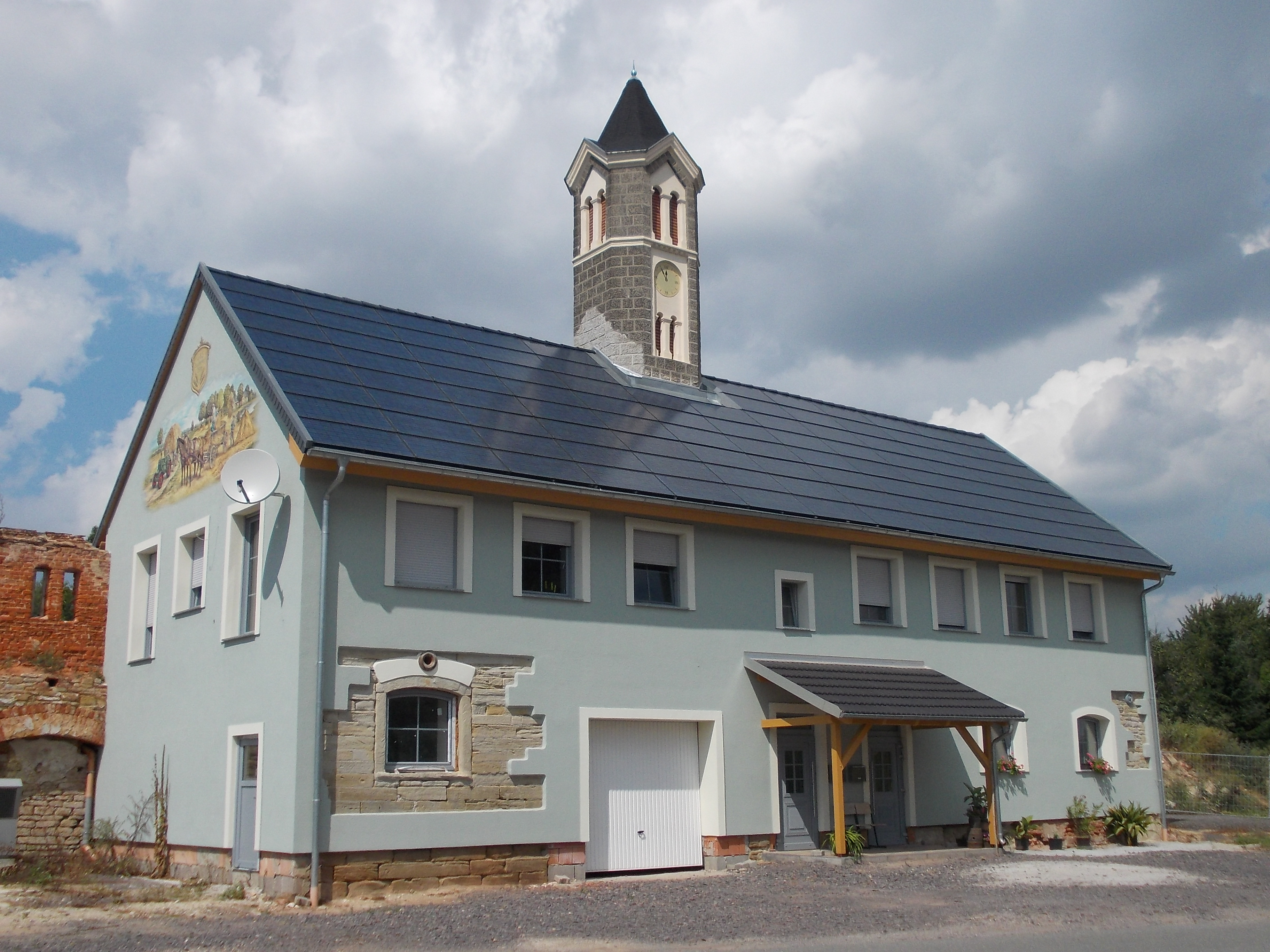
Dragsdorf, Gut

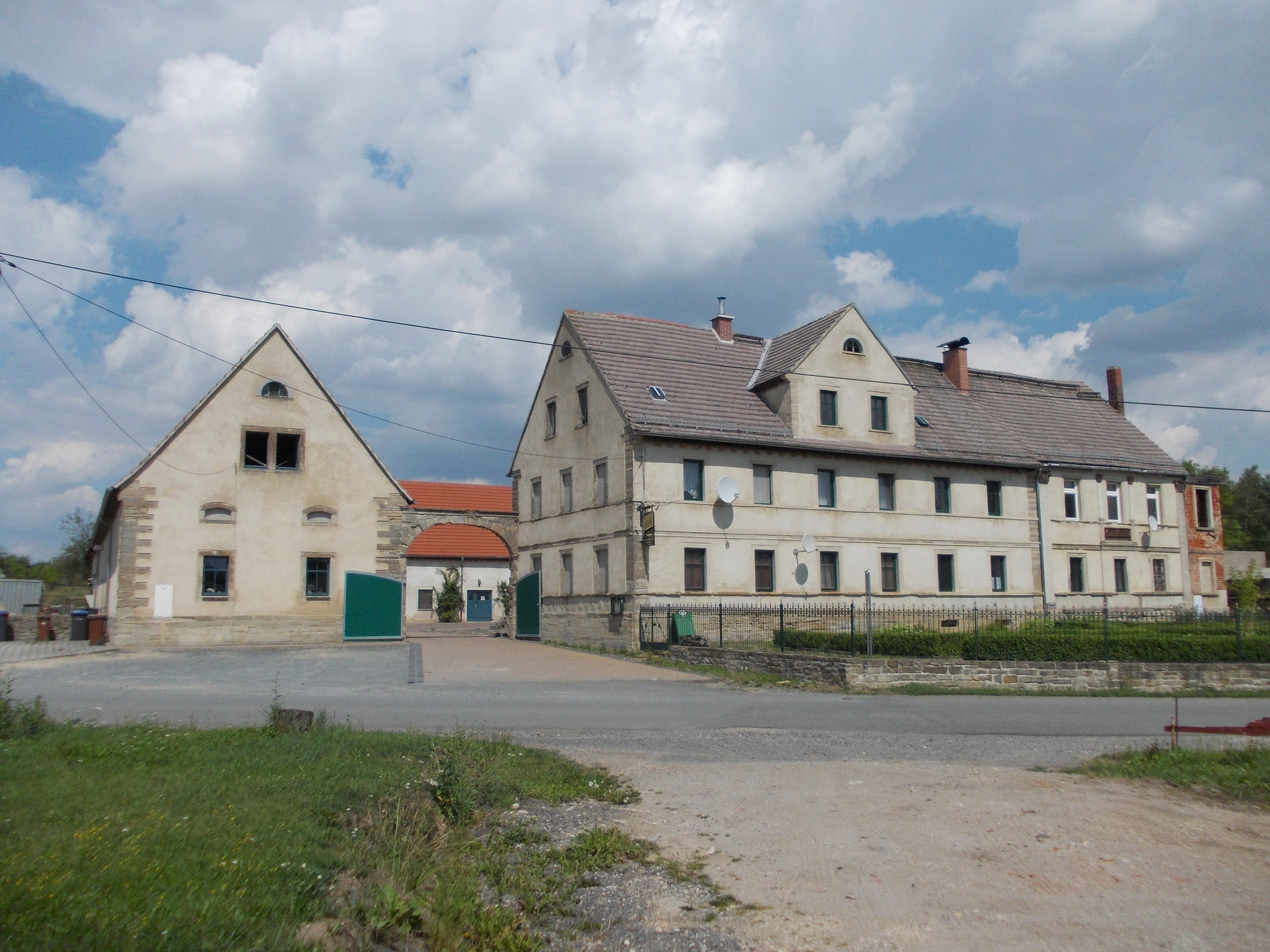
Schnaudertaler Gutshof

Dragsdorf war eine wendische Siedlung, deren Entstehung auf die Anfänge des 10. Jahrhunderts zurückgeht. Die urkundliche Ersterwähnung erfolgte am 14. Dezember 1069 als König Heinrich IV. fünf Dörfer im Burgward Kayna, unter ihnen Drogis, dem Bistum Naumburg schenkte. Diese Zuordnung ist jedoch umstritten. Als Dragendorf erscheint der Ort erst 1121. Auch die Zuordnung des Adelsgeschlecht „von Draxdorf“ zum Ort ist nicht sicher. Mit dem 1216 genannten Albertus von Dreguz auf Drogis könnte auch Albertus de Droizc gemeint sein, der von 1190 bis 1218 urkundlich auf dem nur wenige Kilometer entfernten Droyßig nachweisbar ist. Dragsdorf (1365 Dragansdorff, 1452 Droginstorff, 1488 Drogesdorf) lag im Bezirk des Gerichts zum Roten Graben, der im Jahr 1286 an das Hochstift Naumburg-Zeitz kam. Dragsdorf lag bis 1815 im Amt Zeitz, das als Teil des Hochstifts Naumburg-Zeitz seit 1561 unter kursächsischer Hoheit stand und zwischen 1656/57 und 1718 zum Sekundogenitur-Fürstentum Sachsen-Zeitz gehörte. Im Dorf befand sich ein Rittergut, das sich von 1752 bis 1789 im Besitz der Familie von Einsiedel befand. Das Gut war durch Heinrich von Einsiedel auf Salis von Hans Bruno von Pölnitz erworben worden. Dessen drei Söhne Haubold Heinrich, Alexander August und Curt Hildebrand von Einsiedel, die alle drei militärische Laufbahnen eingeschlagen und daher kein Interesse mehr am Ritterguts Dragsdorf hatten, verkauften dieses 1789 für 15.750 Taler an Friedrich Günther Laage weiter, der damals Pachtinhaber der kurfürstlichen Amtsökonomie in Haynsburg gewesen ist.
Durch die Beschlüsse des Wiener Kongresses kam Dragsdorf mit dem Amt Zeitz im Jahr 1815 zu Preußen. Der Ort wurde 1816 dem Kreis Zeitz im
Regierungsbezirk Merseburg der Provinz Sachsen zugeteilt. Nach der Auflösung der preußischen Provinz Sachsen (1815–1944) wurde am 1. Juli 1944 der Regierungsbezirk Merseburg zur Provinz Halle-Merseburg (1944–1945), zu dem nun auch Dragsdorf im Landkreis Zeitz gehörte. Nach dem Zweiten Weltkrieg kam der Ort zum Land Sachsen-Anhalt.
Bereits vor 1950 wurde Dragsdorf nach Wittgendorf eingemeindet. Mit der Verwaltungsreform in der DDR am 25. Juli 1952 kam Draagsdorf als Ortsteil der Gemeinde Wittgendorf an den Kreis Zeitz im Bezirk Halle, der seit 1990 als Landkreis Zeitz im Land Sachsen-Anhalt fortgeführt wurde und 1994 zum Burgenlandkreis kam. Durch Fusion der Gemeinde Wittgendorf mit der Gemeinde Bröckau kam Dragsdorf am 1. Januar 2010 zur Gemeinde Schnaudertal. Seitdem gehört Dragsdorf zum Ortsteil Wittgendorf.